# Michał Kosiński
Michał Kosiński est un enseignant chercheur polonais, psychologue computationnel, data scientist et psychométricien, professeur agrégé enseignant le comportement organisationnel à l'université Stanford.
Ses recherches portent sur la manière dont les humains peuvent être étudiés à travers le prisme des empreintes numériques qu'ils laissent en utilisant les plateformes internet et divers appareils numériques (smartphone y compris). Il étudie les aspects et processus psychologiques en jeu dans les grands modèles linguistiques (LLM), ainsi que dans l'intelligence artificielle et le big data afin de mieux modéliser et prédire le comportement humain.
Il est co-auteur du manuel Modern Psychometrics et a publié plus de 90 articles évalués par des pairs dans des revues telles que Nature Computational Science, Scientific Reports, Proceedings of the National Academy of Sciences, Psychological Science, Journal of Personality and Social Psychology et Machine Learning. Ces articles ont été cités plus de 21 000 fois selon Google Scholar.
Il fait partie des 1 % des chercheurs les plus cités selon Clarivate.
Ses recherches ont inspiré une couverture au journal The Economist, une pièce de théâtre en 2014, intitulée Privacy, plusieurs conférences TED, et un jeu vidéo. Elles ont été et sont encore discutées dans des milliers de livres, d'articles de presse, de podcasts et de documentaires.
Kosinski est à l'origine du premier article de presse mettant en garde contre Cambridge Analytica (publié dans The Guardian). Ses recherches ont contribué à mieux évaluer les risques posés par cette officine pour la vie privée, et elles ont mesuré l'efficacité de ses méthodes.
Deux de ses publications ont été incluses dans la liste des 100 articles qui ont le plus captivé l'imagination du public en 2013 et une en 2015.
Il a été classé parmi les 50 personnes les plus influentes dans le domaine du big data en 2014.
Il était l'un des personnages présentés dans Privacy, la pièce de théâtre de 2014, écrite par James Graham et produite par Donmar Warehouse.
Kosinski apparait aussi dans le film Do You Trust This Computer aux côtés d'Elon Musk et Ray Kurzweil.

## Jeunesse, éducation
Né le 8 mai 1982 à Varsovie, Kosinski est titulaire d'un doctorat en psychologie de l'université de Cambridge et d'une maîtrise en psychométrie et en psychologie sociale.
Il a été chercheur (postdoctorat) au département informatique de l'université Stanford, directeur adjoint du centre de psychométrie de l'université de Cambridge et chercheur chez Microsoft Research (dans le Machine Learning Group).

## Recherches
Il a coordonné le projet myPersonality, qui a impliqué une collaboration mondiale de plus de 200 chercheurs pour analyser les profils psychodémographiques détaillés de plus de 8 millions d'utilisateurs de Facebook.
En 2012, Facebook dépose un brevet pour une méthode permettant de « Déterminer les caractéristiques de la personnalité des utilisateurs à partir des communications et des caractéristiques du système de réseautage social ».
En 2013, en réponse, dans la revue Proceedings of the National Academy of Sciences (PNAS), Michal Kosinski, avec David Stillwell, publie un article intitulé « Les traits et attributs privés sont prévisibles à partir des enregistrements numériques du comportement humain ». Kosinski et son co-auteur y montrent qu'en étudiant simplement les likes d'une personne sur Facebook, on peut déterminer ses traits personnels et des attributs sensibles qu'elle ne voudrait peut-être pas partager (ex. : ses orientations sexuelles et politiques, sa santé mentale…). Ils montrant à quel point le type d'algorithme utilisé par Facebook peut être précis. Selon leurs recherches, il est ainsi possible d'algorithmiquement déterminer :
- les préférences sexuelles (chez les hommes efficacement dans 88 % des cas) ;
- l'apparence, les intérêts, le niveau d'intelligence, l'origine ethnique et la couleur de la peau (chez les Américains efficacement dans 95 % des cas) ;
- la religion, le niveau de satisfaction de la vie, les dépendances, l'âge, le sexe et les opinions sociales, religieuses et politiques (ces dernières aux États-Unis dans 85 % des cas) ;
- le fait que les parents soient divorcés… uniquement en se basant sur 68 likes sur Facebook[9].

Selon les auteurs : « Les traits et attributs individuels peuvent être prédits avec un haut degré de précision sur la base des enregistrements des likes des utilisateurs ».
Kosinski et Stillwell améliorent leurs méthodes de prédiction et publient un article affirmant qu'en utilisant uniquement les likes de Facebook, un chercheur peut mieux connaître quelqu'un que ses amis proches ou son partenaire de couple.
Deux semaines après la publication de l'article de Kosinski et Stillwell, Facebook a modifié les paramètres par défaut des mentions J'aime afin que seuls les amis puissent les voir (jusque-là, ils étaient visibles par défaut par n'importe qui sur Internet), à moins que les gens ne choisissent de partager plus largement. Cependant, une exception permettait encore à Facebook lui-même, de voir et analyser les likes de chacun, permettant de continuer à les utiliser pour le ciblage, le classement, la sélection de versions de produits et à diverses autres fins.
En 2017, Kosinski a co-publié un article montrant que l'intelligence artificielle moderne peut prédire l'orientation sexuelle d'une personne sur la base d'images faciales,,. Cette étude a porté sur plus de 130 000 images, et a utilisé les systèmes de reconnaissance faciale et l'algorithme d'intelligence artificielle existants. Leur intelligence artificielle pourrait prédire l'orientation sexuelle des hommes homosexuels dans 81 % des cas, alors qu'un humain aurait raison dans 61 % des cas.
Cette recherche a soulevé une controverse, même si Kosinski et son co-auteur ont affirmé l'avoir menée en tant que lanceurs d'alerte, comme une démonstration du pouvoir de l'analyse des données personnelles trouvées sur le Web, pour avertir les décideurs politiques et tirer une sonnette d'alarme quant à l'inévitable érosion de la vie privée.

## Kosiński, lanceur d'alerte
Dans un article scientifique décrivant ses travaux de recherche, puis dans diverses conférences (dont TEDX), Kosinski a alerté sur le fait que des algorithmes d'intelligence artificielle tels que celui breveté par Facebook pour exploiter le big data généré par sa plateforme et les traces laissées sur le Web par les internautes, sont déjà une menace sérieuse pour la vie privée de milliards d'internautes et pour la démocratie.
Il a commencé à alerter sur ce sujet 5 ans avant les révélations de Christopher Wylie, ancien directeur de recherche à Cambridge Analytica, qui ont porté sur sur les campagnes de désinformation et de manipulation des choix des électeurs par le parti républicain américain via la société groupe SCL, et via une intelligence artificielle baptisée RIPON, secrètement mise au point par AIQ et qui sera découvert par le « chasseur de violation de données » Chris Vickery, directeur de la section Cyber Risk Research du cabinet de conseil en cybersécurité « UpGuard » ; et dans un article du Financial Times,
Après la victoire de Donald Trump et la victoire du camp du Brexit, la mise au jour du scandale Facebook-Cambridge Analytica/AggregateIQ a démontré que de tels algorithmes ont été utilisés par Cambridge Analytica et sa société-sœur Aggregate IQ, respectivement basées au Royaume-Uni et au Canada par Steve Bannon et le milliardaire américain Robert Mercer pour conduire, avec succès les campagnes d'influence et de propagande politique qui ont conduit Trump a devenir président des États-Unis et qui ont permis au Brexit d'advenir (par le truchement des groupes Vote Leave, BeLeave, Veterans for Britain et Democratic Unionist Party qui ont ensemble versé environ 3,5 millions de livres sterling à AggregateIQ pour cibler de nombreux électeurs anglais avec des fake news et des messages designés par une intelligence artificielle (RIPON) de manière qu'ils se représentent le Brexit comme désirable : « sans AggregateIQ, le camp du 'Leave' n'aurait pas pu gagner le référendum, qui s'est joué à moins de 2 % des votes »,.
En 2018, Kosiński a expliqué comment il a été contacté pour conseiller le groupe SCL (la société mère de Cambridge Analytica et d'AggregateIQ, créée par Nigel Oakes et Steve Bannon en 1993) afin de créer des modèles d'analyse des profils Facebook de 10 millions d'Américains, ce qu'il a refusé car cette société ne cachait pas qu'elle avait été explicitement créée pour influencer le résultat des élections aux États-Unis et ailleurs. Il a expliqué avoir aussi été contacté par divers autocrates (de pays très divers, de pays arabes à la Pologne) pour qu'il les aide à influencer le cours normal des élections à leur profit.
Ses alertes n'ont pas été prises au sérieux par les commissions électorales américaines et anglaises. Et on montrera plus tard que SCL et ses deux filiales ont truqué ou tenté de truquer au moins une vingtaine d'élections dans le monde.

Après la victoire de Trump et le Brexit, Michal Kosinski a commencé à recevoir des courriels accusatoires : « C'est de ta faute ! » Et non sans raison selon Gazeta.pl (site internet du journal polonais Gazeta). Il a répondu : 

« Je n’ai pas construit une bombe, j’ai juste montré qu’elle existe (Michał Kosiński, dans Les données qui ont renversé le monde ; The Data That Turned the World Upside Down) »

Il a témoigné devant la Commission pour l'égalité des chances en matière d'emploi aux États-Unis, au sujet de l'impact des mégadonnées sur l'égalité des chances en matière d'accès à l'emploi.

### Vidéographie
- (en) [vidéo] Talks at Google, « The End of Privacy | Michal Kosinski | Talks at Google », sur YouTube, 22 juillet 2019.
- (en) [vidéo] TEDx Talks, « End of privacy | Michał Kosiński | TEDxDługaSt », sur YouTube, 3 octobre 2022.